# グリーングリーン (ゲーム)
『グリーングリーン』は、GROOVERから発売された18禁恋愛アドベンチャーゲームのシリーズ、およびこれを原作とするメディアミックス作品群の総称である。略称は『グリグリ』。

## 概要
山奥の全寮制男子校「鐘ノ音（かねのね）学園」の共学化にまつわるドタバタを描いたコメディ作品。ヒロインの他、多くの個性的な男性サブキャラクターが登場する。
作品舞台の「私立鐘ノ音学園」は、プロデューサー・竹内博（bamboo/milktub）の母校だった男子校（現在は廃校）がモデルとなっている。企画当初は男子キャラクターは（主人公の高崎以外は）天神しか存在していなかったが、舞台が男子校のため多数の男子キャラクターが必要となり、竹内の高校時代のアルバムの中から作られた。
2020年5月29日にクラウドゲーミングプラットフォーム「OOParts」で『グリーングリーン OVERDRIVE EDITION』が配信された。

## シリーズ発売履歴
| 発売日         | タイトル                                                                  | 詳細 | 発売ブランド                  |
| -------------- | ------------------------------------------------------------------------- | --- | ----------------------------- |
| 2001年10月5日  | グリーングリーン（CD-ROM版）                                              | 初回版・通常版。 | GROOVER                       |
| 2002年3月22日  | グリーングリーン DVD EDITION                                              | メディアをDVD-ROMに変更。DVD用オリジナルオープニングムービーの収録、音声・BGMの高音質化、アニメ版オープニングムービーの収録など。 | GROOVER                       |
| 2003年4月24日  | グリーングリーン 鐘ノ音ロマンティック グリーングリーン 鐘ノ音ダイナミック | PlayStation 2移植版。『鐘ノ音ロマンティック』はせつなさを、『鐘ノ音ダイナミック』は勢いとノリを重視した内容で、それぞれ追加ヒロインが異なる。なお『鐘ノ音ダイナミック』は当初はXbox版と告知されていたが、最終的にはPlayStation 2版として発売された。 | 角川書店 （WellMADEブランド） |
| 2004年10月29日 | グリーングリーン2 恋のスペシャルサマー                                    | PC版。シリーズ第2作。共学化後の鐘ノ音学園の廃校騒動を描く外伝ストーリー。 | GROOVER                       |
| 2005年8月5日   | グリーングリーン3 ハローグッバイ                                          | PC版。シリーズ第3作。第1作の双葉ルートのその後、寮での男女同居のドタバタを描く。新規ヒロインを4人追加。 | GROOVER                       |
| 2006年2月24日  | 鐘ノ音ダイナティック                                                      | PC版。PlayStation 2版『鐘ノ音ロマンティック』・『鐘ノ音ダイナミック』の追加ヒロインのストーリーやCGを書き下ろした逆移植版。2005年8月27日に表参道FABで開催されたライブイベント「GROOVER暴れ祭3rd」のライブDVDも同梱。                                 | GROOVER                       |
| 2013年10月25日 | グリーングリーン OVERDRIVE EDITION                                        | PC版。第1作のリメイク。立ち絵・グラフィックの新規書き下ろし、主題歌を新曲に変更など。 | OVERDRIVE                     |

## ストーリー
（出典：）
山奥の全寮制男子校「鐘ノ音（かねのね）学園」に通う高崎祐介と友人たちは、女の子のいない環境で悶々と過ごしていた。そんな中、来年度からの学園共学化に向けて、試験的に1カ月間60名の女子生徒が編入することとなる。このチャンスに彼女をGETしたいと色めき立つものの女子に免疫の無い祐介たちは、やってきた女子生徒たちとドタバタの学園生活を過ごしていく。

## 登場人物

### 主要登場人物
高崎 祐介 （たかさき ゆうすけ）
声 - なし（ゲーム） / 私市淳（ドラマCD・OVA） / 武内健（TVアニメ・エロリューションズ）
本編の主人公。鐘の音学園生のなかでも割と常識人。お人好しで頼まれたら断れない性格のため、よくバッチグーたち3バカに巻き込まれ、振り回される。
18禁OVAでは終盤で双葉と結ばれるが、行為は早く事が済んでしまう。このため物語の最後に早漏のネタとして本人が敏感に気にするというコメディタッチな描写となっている。
千歳 みどり （ちとせ みどり）
声 - 中山さら
誕生日：3003年8月14日、身長：158センチメートル。血液型：B型。最初に出会った時から祐介にベタ惚れ。昔から祐介のことを知っているらしいが、当の祐介はなぜ自分が好かれるのか分からず当惑し、始めのうちはその好意を受け取ろうとしなかった。バストサイズはD。実は小みどりが成長した姿で、祐介に会うため1000年後の未来から現代へタイムトラベルしてきている。
朽木 双葉 （くつき ふたば）
声 - 藤巻恵理子
誕生日：8月28日、身長：164センチメートル。短気で勝気で男嫌いで言葉遣いが荒く、轟先生を威圧感で卒倒させてしまうほど。いわゆる典型的ツンデレキャラ。また、妹の若葉を舎弟のように扱う。陰陽道の末裔で、式神を操る。血筋ゆえに鋭いため、みどりに違和感を感じている。一番星に好かれている。 男嫌いの理由は企画アルバム『Kanenone Jam』のオリジナルドラマで語られている。バストサイズは本人曰くB。早苗曰くぎりぎりA。
朽木 若葉 （くつき わかば）
声 - 満仲由紀子
双葉の妹。誕生日：5月24日、身長：153センチメートル。奉仕精神旺盛で、誰の言うことでもなんでも聞いてしまう。いつもサボテン（名前はトゲ村さん）を持ち歩いているため、常に軍手をしている。バストサイズはC。
美南 早苗 （みなみ さなえ）
声 - 杉本沙織
誕生日：2月7日、身長：145センチメートル。無口で病弱。いつも常備薬入りのケースを持ち歩いている。天神がベタ惚れしているが、いつも軽くあしらっている。本作品で数少ない泣きゲーキャラ。制作初期段階では服部和美という名前だった。バストサイズはA。
飯野 千種 （いいの ちぐさ）
声 - 鈴木麻里子
誕生日：12月3日、身長：170センチメートル。試験編入中の女子のメンタルケアのために校医として赴任。そのバストサイズゆえ、男子には"Eの乳房（ちぶさ）"と呼ばれている。バッチグーが愛してやまない女性。学園の恋愛禁止を推奨している。バストサイズはE。
アニメ版では酒乱。またEカップ好きのユージという彼氏持ち設定だが、キャラクターDVD収録のOVA時点ではふられている。18禁OVAでも寝言で元カレの名前を呼んでおり、引きずっていることが示唆された。
バッチグー
声 - 田中一成
本名は伊集院 忠知（いじゅういん ただとも）。入学当初「バッチグーっしょ！」を連発していたことから、あだ名が定着した。"エックス"と書かれたTシャツを愛用している。女子の気を引こうと、いろいろな企画を立てる。千種が大好きであるが、童貞を卒業したときの相手は亜里紗。モデルはプロデューサーのbamboo。
18禁OVAでは、彼のセクハラを受けた千種から「意外にテクニシャン」と評されていた。
一番星 光（いちばんぼし ひかる）
声 - 土門仁
冷静さと機転に長ける、3バカの参謀役。いろいろな場面で主人公の祐介を後押ししてくれる。モデルはmilktubの一番星☆光。
天神 泰三 （てんじん たいぞう）
声 - 浜田賢二
祐介と同室。極度のロリコンで妹を求めており、「お兄ちゃま」と呼ばれたがっている。妙な鹿児島弁を操る九州男児で語尾に「ゴワス」がつく。ゴツい風貌をしているが温和で気が弱く、情にもろくてすぐに涙ぐむ。デザインは「頭が悪そう」という理由からOKテイクになった。
子安 ケンタ （こやす ケンタ）
声 - 高橋あきお
通称毒ガス。盗撮マニア。いじめの仕返しで毒ガスを密閉状態の押入れの中で作成し、自分が毒ガスの餌食になって病院送りに。それ以降毒ガスと呼ばれるようになった。千歳みどりに惚れているが、実は女性なら誰でもいいらしい。常に首が右に約45度傾いている。デザインは「こんな奴いそう」という理由でOKに。
堀田 健一 （ほった けんいち）
声 - 神谷浩史
鐘ノ音学園の現総長。学園の校則もある程度変えられるほどの力を持つ。髪型は微妙なリーゼントで、これを侮辱されると非常に怒る。総長＝鐘ノ音学園喧嘩最強＝学生会長みたいなもの。実は勉強も良くできる。茨城県出身。
轟 やすし （とどろき やすし）
声 - 高橋あきお
数学の教師だが、生徒達にはそれよりも短気ですぐ暴力に走る男で通っている。生徒を殴るためにやかんを携帯している。エロ本が大好きであり、実は千種先生を口説こうとしているらしい。
緒方 和夫 （おがた かずお）
声 - 稲田徹
学園の用務員のじいさん。早苗の相手をしたり、犬を治療したりと面倒見がいいが意外と無口でシャイ。学校の外れの用務員室にいる。
小みどり （こみどり）
声 - 中山さら
樹の枝につかまっているところを祐介に保護され、そのまま彼の部屋に居着いた小学生の少女。学園内では主人公の妹ということになっている。夜は主人公の横に一緒に寝る。黄色と黒キャップ、同様のストライプ模様のシャツにデニムのオーバーオールという格好をしており、初期設定資料の中にはキャップに「HT」と描かれた物もある。
春乃 亜里紗 （はるの ありさ）
声 - 吉竹範子
いわゆる引き立てキャラ。顔を除けばスタイル抜群。劇中では、バッチグーに千種と間違えて告白されたことからただならぬ関係になる。デザインは「微妙なブサイクっぷりが最高」ということでOKになった。
PS2版ではバッチグーではなく祐介と恋仲になり、しかも謎の奇病でやせたために美少女になってしまうルートが追加された。
グリーングリーン
声 - 鈴木麻里子
恋愛禁止の鐘ノ音学園で、放送室ジャックをして「恋愛するべきである」と爆弾発言をした謎の女子生徒。彼女の放送が始まると鐘ノ音学園は大噴火したように盛り上がる。そのため先生達は、彼女を捕まえるために放送が始まると急いで放送室に駆け込む。
小林 樹 （こばやし いつき）
声 - 御崎朱美
毒ガスと同部屋のハンサムボーイ……なのだが、風呂の時間を他とずらしたり、プールの授業を欠席したりと男なのか疑わしい行動を取る。
諸事情からボツキャラクターになったが、PS2版では毒ガスのルームメイトとして、書籍版ではメインキャラクターとして登場。
彼（？）とのエンディングも存在する。
小野 カツ子 （おの カツこ）
声 - 御崎朱美
鐘ノ音学園の寮母。肝っ玉母さん系のキャラであるが、男子には女と認識されていない。
亀頭 棒太郎 （きとう ぼうたろう）
鐘ノ音学園校長。名前もさることながら、そのビジュアル自体も相当危ない。

### アニメオリジナルキャラクター
森村麗華（もりむら れいか）
声 - 植田佳奈
女子寮ではみどりと同室。祐介に対して積極的なみどりの行動をしばしば邪魔をしようとするが失敗することが多い。名前以外は長らく謎だったが、アニメ10話にて「人の世に予め敷かれた定めを見守る『運命の使い』」であることが明かされた。胸の大きさは特に語られていないが、バッチグーが初対面(双眼鏡を使っていた)時に反応していたことから、みどりと同程度かそれ以上である。

### PS2版の追加キャラクター
山咲 枝理 （やまざき えり）
声 - 柳瀬なつみ
鐘ノ音ロマンティック追加キャラクター。誕生日：6月22日、身長：162センチメートル。家事全般に長ける（お風呂掃除を除く）。実は未亡人で自殺歴あり。
月森 こずえ （つきもり こずえ）
声 - 大野まりな
鐘ノ音ロマンティック追加キャラクター。誕生日：2月15日、身長：151センチメートル。自称"超古代帝国の王女の生まれ変わり"。祐介を勝手に親衛隊長とし暴走する。
楠木 かおり （くすのき かおり）
声 - 前田このみ
鐘ノ音ダイナミック追加キャラクター。誕生日：3月31日、身長：159センチメートル。冷静な顔を装い男子を集め無理難題をふっかけるが、実はそれは自ら婚約者を決めるため。生き残った祐介に注目することになる。実は忍者。
序盤のイベントでの選択肢によって、凄腕なのかダメ忍者なのかが決まり、ストーリーの一部が変化する。
伊吹 美菜 （いぶき みな）
声 - 大本眞基子
鐘ノ音ダイナミック追加キャラクター。誕生日：8月21日、身長：166センチメートル。楽観主義者の自由人。産休を取った英語教師の代理として赴任するが、実はニセ教師。

### 書籍版の登場キャラクター
藤本 智 （ふじもと さとし）
『おとこのこおんなのこ』オリジナル主人公。鐘の音学園三年生にして、総長、堀田 健一のルームメイト。金髪で目つきが悪く、総長を唯一呼び捨てにしていることから下級生ならびに同級生からも不良だと思われ恐れられている。実は極度のシスコンであり、女子が試験編入にやってきたことに何の興味も持たない。が、その中に、妹であるみのりの姿を見つけ驚愕する。樹に一目惚れしたみのりのお願い（命令）で樹の身辺を調査することに。そのせいで、ホモ疑惑までかけられてしまう。金髪なのは生まれつき色素が薄いためで地毛である。
藤本 みのり （ふじもと みのり）
『おとこのこおんなのこ』オリジナルキャラクター。智の妹で試験編入に際して鐘の音学園にやって来た一年生。二年生の小林 樹に一目惚れして智に樹のことを知りたいとお願いする。智が自分にただならぬ感情を持っていることを知っており、それをうまく利用したり適当にあしらったりと腹黒いような一面も覗かせるが、本当は智を嫌ってはいない。家系的に色素が薄いせいか、彼女も兄の智と同じく地毛が金髪で色白ある。なお、ドラマCDにも同名のキャラクターが登場するが、全くの別人である。
佐倉 直人 （さくら なおと）
『ナイショの同級生』オリジナルキャラクターで主人公。女の子が苦手で、両親の引越しを機会に全寮制の男子校である鐘の音学園に転校してきた2年生。だが、転校が女子の試験編入と重なってしまい、しかも同じバスで鐘の音学園に来ることになってしまう。部屋が足りないことから、クラスメイトの祐介と天神の部屋に押し込まれてしまう。都会育ちのせいで、鐘の音学園の生活になかなか慣れずに苦労をしている。
くるみ
『ナイショの同級生』オリジナルキャラクター。試験編入で鐘の音学園にやって来た女の子。直人と同じクラスで子犬のような2年生。編入初日から直人に抱きついたり告白したりと少し暴走気味。自ら直人とは初対面と言っているにもかかわらず、直人のことを知っている様子。彼女の積極的な行為に直人は少し引いている。
草薙 （くさなぎ）
『おとこのこおんなのこ』『ナイショの同級生』の登場キャラクター。ゲーム版のボツキャラクター。顔色が悪くヒョロッと痩せ、ヨレた背広を着ている鐘の音学園の教師。轟と同様に学生に嫌われているが、轟のように叩いたり蹴ったりと直接的な暴力はあまり振るわず、学生を恐喝まがいの陰険な方法で大人しくさせている。キャラクターデザインの片倉自身がモデルになったキャラクターで双葉と若葉の父親の手下という設定だったが、書籍版にその設定はない。

## スタッフ
- キャラクターデザイン：片倉真二
- シナリオ：ヤマグチノボル、桑島由一
- 音楽：milktub（ディレクション）
  - OP：グリーングリーン
    - 作詞：桑島由一 作曲：milktub 歌：NANA

  - PC版ED曲
    - 千歳みどりED：モノクローム
      - 作詞：ヤマグチノボル 作曲：milktub 歌：YURIA

    - 朽木双葉ED：ラブレター
      - 作詞：ヤマグチノボル 作曲：milktub 歌：佐藤裕美

    - 朽木若葉ED：フルール
      - 作詞：ヤマグチノボル 作曲：milktub 歌：YURIA

    - 美南早苗ED：星空
      - 作詞：桑島由一 作曲：milktub 歌：佐藤裕美

    - 飯野千種ED：男の子
      - 作詞：桑島由一 作曲：milktub 歌：YURIA

  - PS2版ED曲
    - 千歳みどりED：素敵な夜空
      - 作詞・作曲：milktub 歌：YURIA

    - 朽木双葉ED：片恋
      - 作詞：ヤマグチノボル 作曲：milktub 歌：NANA

    - 朽木若葉ED：wish
      - 作詞：ヤマグチノボル 作曲：milktub 歌：NANA

    - 美南早苗ED：空に届く
      - 作詞：桑島由一 作曲：milktub 歌：佐藤裕美

    - 飯野千種ED：テンション&ミッション
      - 作詞・作曲：milktub 歌：YURIA

    - 山咲枝理ED：フラフープ
      - 作詞：Team N.G.X 作曲：milktub 歌：佐藤裕美

    - 月森こずえED：スクールバス
      - 作詞：桑島由一 作曲：milktub 歌：UR@N

    - 楠木かおりED：彩り
      - 作詞：桑島由一 作曲：milktub 歌：UR@N

    - 伊吹美菜ED：旅路の果てで捕まえて
      - 作詞：ヤマグチノボル 作曲：milktub 歌：YURIA

    - 男ED：鐘の音ヘブン
      - 作詞・作曲：milktub 歌：milktub with 鐘の音ボーイズR

## アニメ
本作を基にしたアニメは、本編とは逆で男子が女子校に試験編入するストーリーでOVAが発売され、その後、TVアニメとして放送されたものを経て、18禁OVA『グリーングリーン エロリューションズ』へと至る。なお第1作目のOVAには前日譚があり、ドラマCDのVol.3に収録されている。
エロ表現に関して、その度合いは第1作目から、TVアニメ、18禁OVAへと行き着くまでに次第にエスカレートしており、TVアニメ版は地上波の限界そして『グリーングリーン エロリューションズ』は元々一般アニメの限界を目指して第13話目が一般OVAとして制作されていた。
しかし、その表現を巡ってコンピュータソフトウェア倫理機構の規定と折り合いが付かず、すでに予告動画などで具体的な内容を発表していた制作スタッフは「（一般作品として出す場合）内容が変わるかも知れない」といった趣旨の発言をしていた。結局13話目は内容の変更こそなかったものの、販売元がポニーキャニオンからスターリンクに変わり、一般ではなく18禁作品として販売されることになった。
また、TVアニメのDVDと平行して『グリーングリーン キャラクターDVD』というシリーズが計3作販売されており、こちらはキャラクターソングと抱き合わせで、それぞれに約10分の新作アニメなどが収録されている。

### OVA
OVA版『グリーングリーン』は、2002年12月20日に発売された。全1巻。販売元はメディアファクトリー。
スタッフ
- 原作・監修 - GROOVER
- 脚本 - 坂口和久、桑島由一
- 演出 - ながはまのりひこ
- 絵コンテ - 五月女、有作
- キャラクターデザイン - 片倉真二
- 音楽 - milktub
- プロデューサー - 今山貴之
- 製作 - StarLink

### テレビアニメ
テレビアニメ版『グリーングリーン』は、2003年7月から9月までUHFアニメとして全12話が放送された。全ての回において先に提供クレジットを表示してからオープニングに入るという、非常に珍しい流れをとっていた。アニメオリジナルキャラクターの森村麗華が物語に関わってくる。

#### スタッフ（テレビアニメ）
- 原作 - GROOVER
- キャラクター原案 - 片倉真二
- 監督 - ムトウユージ
- シリーズ構成 - 冨岡淳広
- キャラクターデザイン - 中原清隆
- 美術監督 - 武藤正敏
- 色彩設計 - 田中直人
- 撮影監督 - 松田成志
- 編集 - 瀬山武司
- 音響監督 - たなかかずや、松本ゆきを
- 音楽 - 光宗信吉
- アニメーションプロデューサー - 白井勝也
- プロデューサー - 石黒達也
- アニメーション制作 - スタジオマトリックス
- 製作 - 鐘ノ音理事会（ポニーキャニオン、ポニーキャニオンエンタープライズ、ビーシーライツ、サカモト、メモリーテック）

#### 主題歌
オープニングテーマ「Guri Guri」
作詞・作曲 - milktub / 編曲 - 河辺健宏 / 歌 - 佐藤裕美
エンディングテーマ「青空」
作詞・作曲 - milktub / 編曲 - 藤間仁 / 歌 - YURIA

#### 各話リスト
| 話数 | サブタイトル                 | 脚本       | 絵コンテ       | 演出             | 作画監督                            |
| ---- | ---------------------------- | ---------- | -------------- | ---------------- | ----------------------------------- |
| 1    | 山奥でどっきどき             | 冨岡淳広   | ムトウユージ   | 清水明           | 新石あかり                          |
| 2    | 露天風呂ですってんころりん   | 田中哲生   | まつぞのひろし | はしもとなおと   | 太田雅彦 南伸一郎 奥村吉昭 猿渡聖加 |
| 3    | 森の中でどっこいしょ         | 筆安一幸   | 河合夢男       | 柳瀬雄之         | 柳瀬雄之                            |
| 4    | 女子寮にてんてこまい         | 江夏由結   | 西村純二       | 成田歳法         | 長坂寛治                            |
| 5    | 保健室でばたんきゅー         | 砂山蔵澄   | 熊谷雅晃       | いとがしんたろー | 工藤正輝                            |
| 6    | 体育倉庫であっちっち         | あすか正太 | 小島多美子     | 木村寛           | 相坂直紀                            |
| 7    | プールサイドでびっしょびしょ | 威成一     | 小島多美子     | 成田歳法         | 藤井真澄                            |
| 8    | 朝風呂ですったもんだ         | 筆安一幸   | ムトウユージ   | はしもとなおと   | 中原清隆                            |
| 9    | 肝試しですたこらさっさ       | 砂山蔵澄   | 河合夢男       | 柳瀬雄之         | 柳瀬雄之                            |
| 10   | 図書室でどったんばったん     | 江夏由結   | 山中さわこ     | ヤマトナオミチ   | 飯飼一幸                            |
| 11   | 運命にふにゃふにゃ           | 冨岡淳広   | 河合夢男       | いとがしんたろー | 工藤正輝                            |
| 12   | 鐘ノ音にサヨウナラ           | 冨岡淳広   | 西村純二       | ムトウユージ     | 中原清隆                            |

#### 放送局
放送開始の7日前には特別番組「総力取材 グリーングリーンを攻略せよ!」が放送された。
| 放送地域 | 放送局     | 放送期間                | 放送日時           | 放送系列  |
| -------- | ---------- | ----------------------- | ------------------ | --------- |
| 千葉県   | ちばテレビ | 2003年7月 - 9月         |                    | 独立UHF局 |
| 埼玉県   | テレビ埼玉 | 2003年7月 - 9月         |                    | 独立UHF局 |
| 兵庫県   | サンテレビ | 2003年7月 - 9月         | 月曜 24:00 - 24:30 | 独立UHF局 |
| 神奈川県 | TVKテレビ  | 2003年7月14日 - 9月29日 | 月曜 24:05 - 24:35 | 独立UHF局 |

### キャラクターソング＆OVA
『グリーングリーン キャラクターDVD』というタイトル（各巻に収録キャラクターの名前がサブタイトルで付く）で、TVアニメのDVDと平行して販売された。全3巻。販売元はポニーキャニオン。新作アニメとキャラクターソング、声優たちの座談会などが収録されている。新作アニメの内容は、各巻でピックアップされたキャラクターを中心に、本編で語られなかった女の子たちの交流が描かれ、男性キャラクターは一切登場せず、ほぼお色気メインのサービスシーンで構成されている。
スタッフ
- 企画 - 野間敬男、今山貴之
- 原作・監修 - GROOVER
- キャラクター原案 - 片倉真二
- 監督 - ムトウユージ
- シリーズ構成 - 冨岡淳広
- キャラクターデザイン - 中原清隆
- 美術監督 - 武藤正敏
- 色彩設計 - 田中直人
- 撮影監督 - 松田成志
- 編集 - 瀬山武司
- 音響監督 - たなかかずや、松本ゆきを
- 音楽 - 光宗信吉
- アニメーションプロデューサー - 白井勝也
- プロデューサー - 石黒達也
- アニメーション制作 - スタジオマトリックス
- 製作 - 鐘ノ音理事会（ポニーキャニオン、ポニーキャニオンエンタープライズ、ビーシーライツ、サカモト、メモリーテック）

#### 各巻リスト
| 巻数 | サブタイトル | 脚本     | 絵コンテ   | 演出           | 作画監督                   |
| ---- | ------------ | -------- | ---------- | -------------- | -------------------------- |
| 1    | 早苗＆若葉   | 筆安一幸 | 今千秋     | ヤマトナオミチ | 飯飼一幸 内納健治 毘富美子 |
| 2    | 双葉＆千種   | 富岡淳広 | 西村純二   | 真野玲         | ぬまたせーや               |
| 3    | みどり＆麗華 | 威成一   | 小島多美子 | ムトウユージ   | 中原清隆                   |

### 18禁OVA
18禁OVA版『グリーングリーン エロリューションズ』は、2004年5月28日に発売された。全1巻。テレビアニメ版後の話を描いているため、みどりは幻覚のような存在としてしか登場せず、メインヒロインは双葉。

#### スタッフ
- 原作 - GROOVER
- キャラクター原案 - 片倉真二
- 監督・絵コンテ・演出 - ムトウユージ
- 構成・脚本 - 冨岡淳広
- キャラクターデザイン - 中原清隆
- 作画監督 - 藤井真澄
- 美術監督 - 武藤正敏
- 色彩設計 - 田中直人
- 撮影監督 - まつたけしめじ
- 音響監督 - たなかかずや
- 編集 - 内田恵、松原理恵、石塚晴美
- プロデューサー - 吉川尚寿
- アニメーションプロデューサー - 白井勝也
- アニメーション制作 - スタジオマトリックス
- 製作 - StarLink

#### 主題歌
「グリーングリーン～in the Forest Mix～」（OP）
作詞 - 桑島由一 / 作曲 - milktub / 編曲 - 藤間仁 / 歌 - NANA
「グリーングリーン」（挿入歌）
作詞 - 桑島由一 / 作曲 - milktub / 編曲 - 河辺健宏 / 歌 - NANA
「鐘ノ音 音頭～総長ソロ Ver.～」（ED）
作詞 - 威成一 / 作曲・編曲 - er&ST / 歌 - 総長（神谷浩史）

## 関連商品

### CD
アルバム
- 『グリーングリーン オリジナルサウンドトラック』
- 『グリーングリーン ボーカルアルバム 鐘ノ音ラバー』
- 『グリーングリーン オリジナルサウンドヴォーカルアルバム 鐘ノ音ヘブン』
- 『GREENGREEN Kanenone JAM 01』
- 『GREENGREEN Kanenone JAM 02』
- 『グリーングリーン OVERDRIVE EDITION ボーカルアルバム 鐘ノ音メモリアル』

ドラマCD
- 『グリーングリーン ドラマCD VOL.1 - 5』
- 『グリーングリーン ドラマアルバム 鐘ノ音スラップスティック』

### 書籍
著：ヤマグチノボル
- 『グリーングリーン 鐘ノ音ファンタスティック』 ISBN 4-04-424602-5 （角川スニーカー文庫）
  - 原作にない音楽のグリーングリーンを、千歳みどりとのお揃いの時計のアラーム音として題材に加えた作品で、ストーリー路線も本編とは少々異なっている。千歳みどりがメインヒロインとなっているため、その他のキャラクターの出番はやや薄いが、原作のみどりシナリオよりも悲しい結末となっている。
- グリーングリーン 鐘ノ音スタンド・バイ・ミー ISBN 4-8401-1025-5 （MF文庫J）
  - アニメ版の世界観を基に、双葉と若葉をメインヒロインとした作品。作中にはアニメ版オリジナルキャラクターの森村麗華も登場している。

著：桑島由一
- 『グリーングリーン おとこのこおんなのこ』 ISBN 4-8401-0840-4 （MF文庫J）
  - 小林樹をメインヒロインとした作品で主人公・メインキャラクターも原作とは全く異なり、ここでは高崎祐介などを含んだ原作の主人公達は完全なサブキャラクター扱いになっている。
- 『グリーングリーン ナイショの同級生』 ISBN 4-8401-0673-8 （MF文庫J）
  - くるみという小説版の完全オリジナルキャラクターがメインヒロインとして登場し、主人公も直人という本編では全く名前の出なかったキャラクター達が鐘の音学園を舞台に物語を繰り広げている。高崎祐介などを含んだ原作の主人公達もサブキャラクターとして登場している。

資料集
- 『グリーングリーン 公式ビジュアルファンブック』 ISBN 4-7577-1537-4 （エンターブレイン）
  - PS2版の2タイトル両対応。

## ゲームソフト「グリーン・グリーン」事件
当作品は当初、『カナリア 〜この想いを歌に乗せて〜』の後継作品として『グリーン・グリーン』というタイトルでフロントウイングよりの発売が告知されていた。しかし、開発元であった有限会社ガンホー（オンラインゲームを運営するガンホーとは一切無関係）とフロントウイングとの間の契約不履行で揉め、ガンホーは発売元をスターリンクに変更、GROOVERという新規ブランドを設立、タイトルも『グリーングリーン』と改め（「グリーン・グリーン」はフロントウイングの商標としてすでに出願されていた）、フロントウイングのWEBサイトリニューアルを告知していた2001年6月1日の前日、5月31日にグリーングリーン公式サイトをオープンし、これを告知。販社変更は、スムーズには行われていなかったようで、メーカー、出版社、ユーザーともに混乱。さまざまな憶測が乱れ飛んだ。もとより本作のプロデューサー、原画家ともにガンホーの人間であり、シナリオライターもフリーであったのだが、開発会社の存在自体があまり知られていなかった為、「開発スタッフがフロントウイングより一斉退社し、タイトルも持って行った」という憶測が実しやかに流れてしまったものと思われる。なお、本件は、フロントウイングとの間で民事訴訟事件となっているが、原告（株式会社フロントウイング）の請求の棄却となっている。